# Mansión de Kabile
La Mansión de Kabile (en letón: Kabiles muižas pils; en alemán: Kabillen) es una casa señorial localizada en el municipio de Kuldīga, parroquia de Kabile, en la región histórica de Curlandia, en Letonia occidental.

## Historia
Construida en estilo barroco entre 1734 y 1740 para Eleonora von Behr,  fue remodelada en la década de 1860. Los singulares interiores del siglo XVIII de la mansión se han conservado. Las bodegas abovedadas de la Mansión de Kabile han estado almacenando vino desde que se construyó la casa señorial. Ahora la mansión opera una sidrería y bodega.